# Järnvägsmuseum

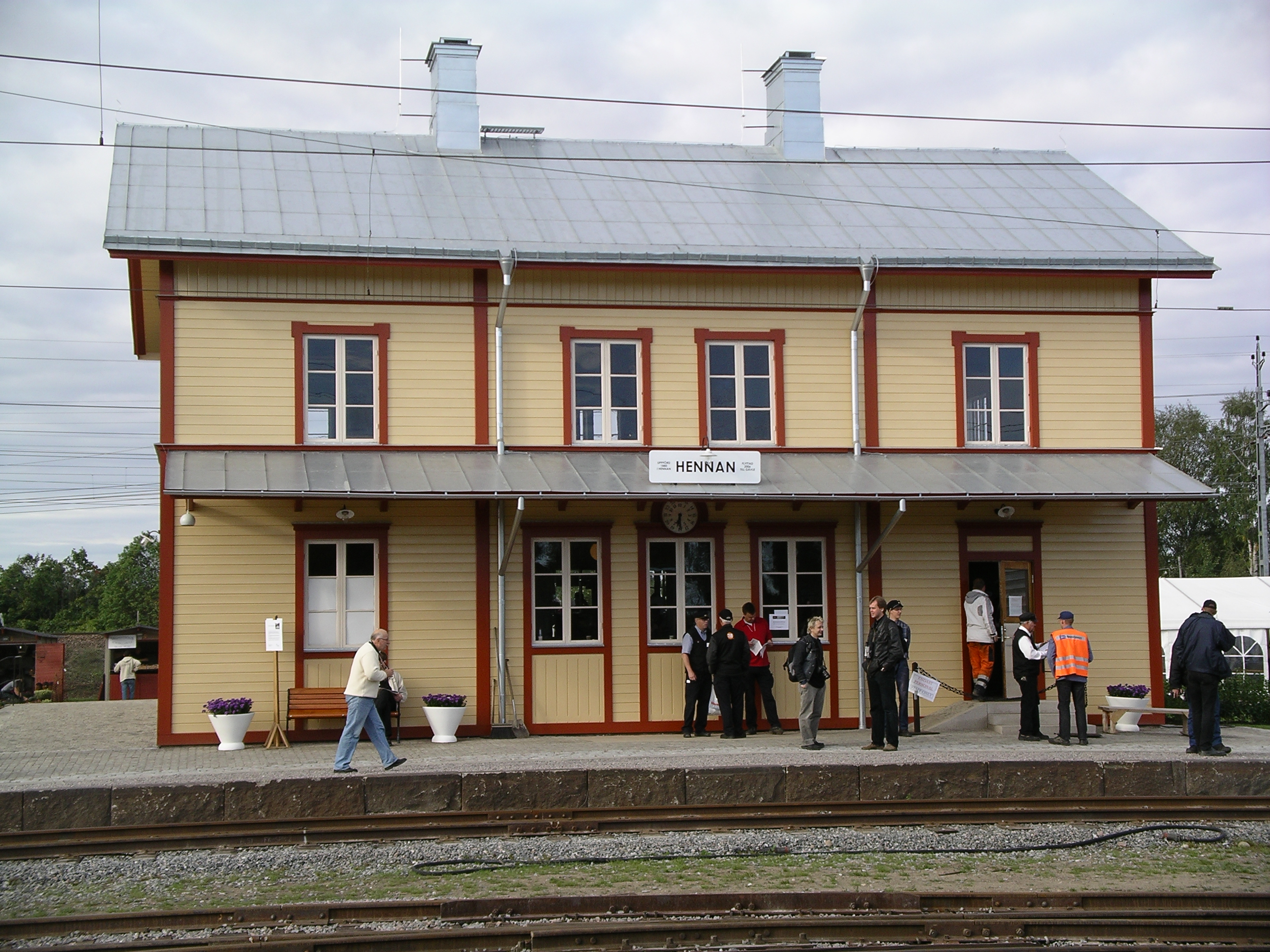
Hennans station, flyttad från Hennan i Ljusdal och återuppbyggd 2006 vid Sveriges Järnvägsmuseum.

Järnvägsmuseum är ett museum som har samlingar av lok,  järnvägsvagnar, arbetsfordon, signaler, maskiner och redskap med anknytning till järnvägar, som visas på permanenta utställningar i lokstallar eller andra hallar.
Järnvägsmuseerna kan även ha stationshus eller stationshusmiljö som visar hur inredning och personal med uniform såg ut vid en viss tidsperiod, samt information om arbetet på en station. De kan driva persontrafik med historiska tåg på egna eller andras spår. Ett järnvägsmuseums uppgift är att förvara, vårda och ställa ut föremål med anknytning till järnvägar, ofta en speciell järnväg.
Sveriges järnvägsmuseum i Gävle är Sveriges nationella museum för järnvägshistoria.

## Bildgalleri

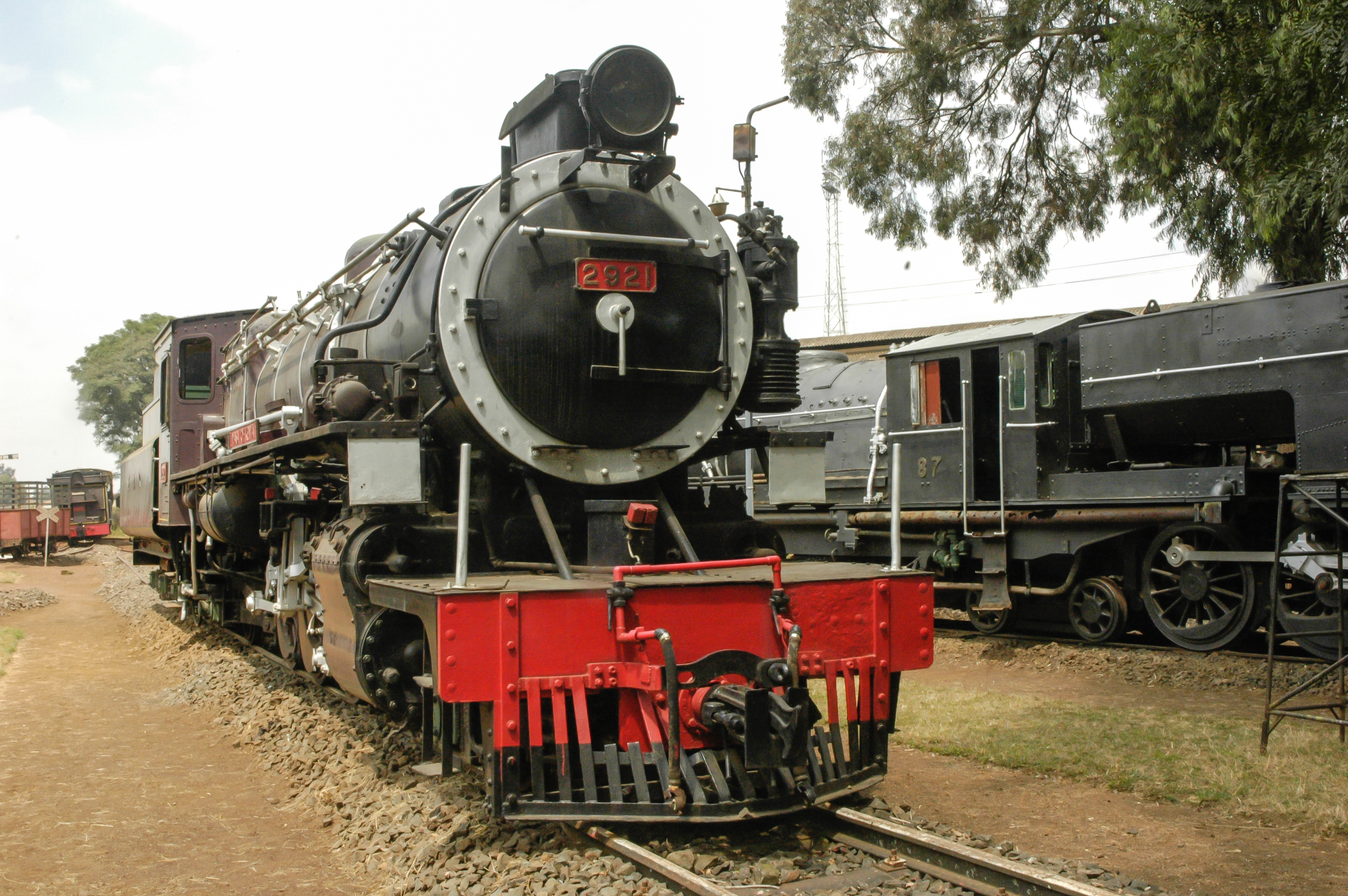
Nairobi Railway Museum
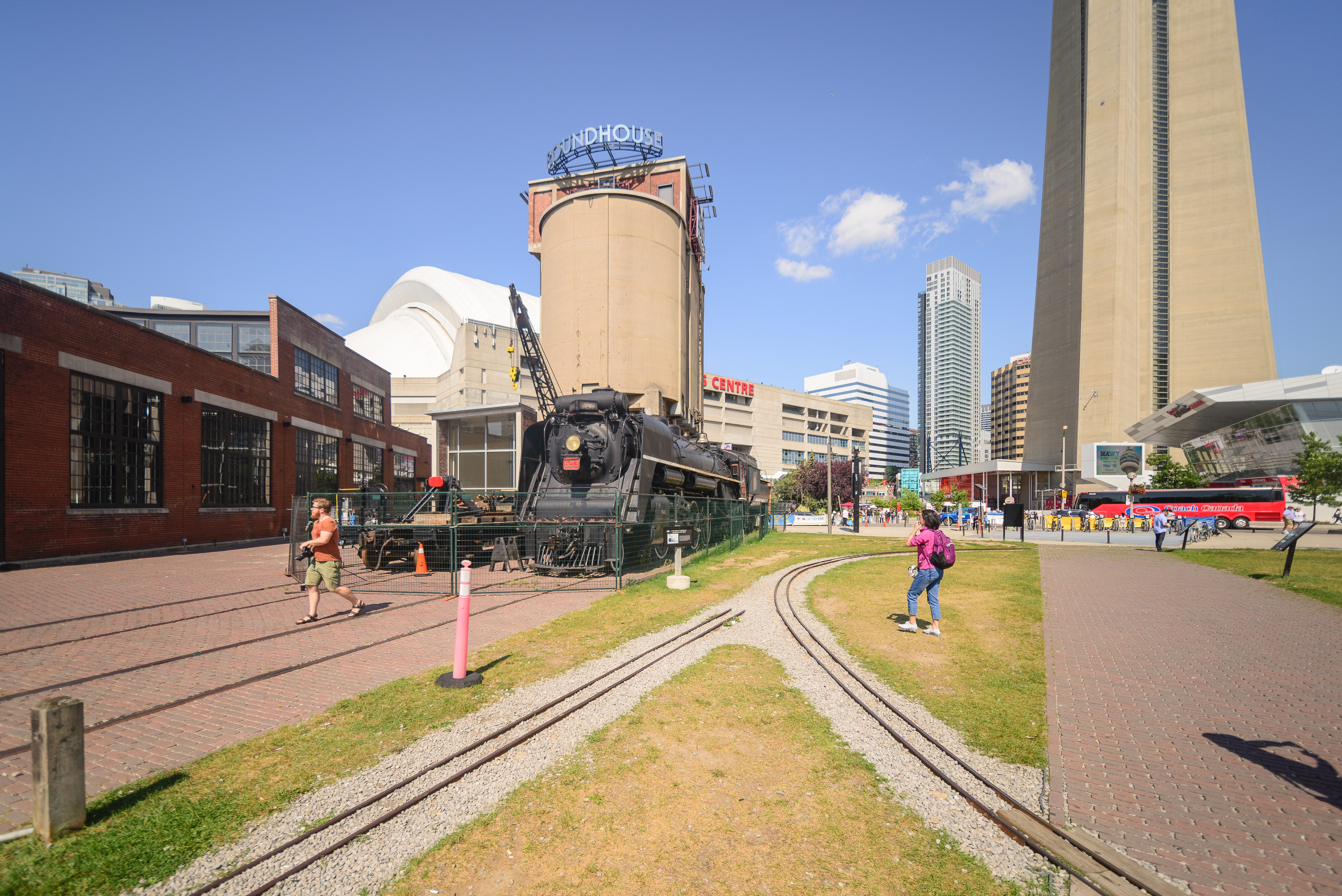
Toronto Railway Museum
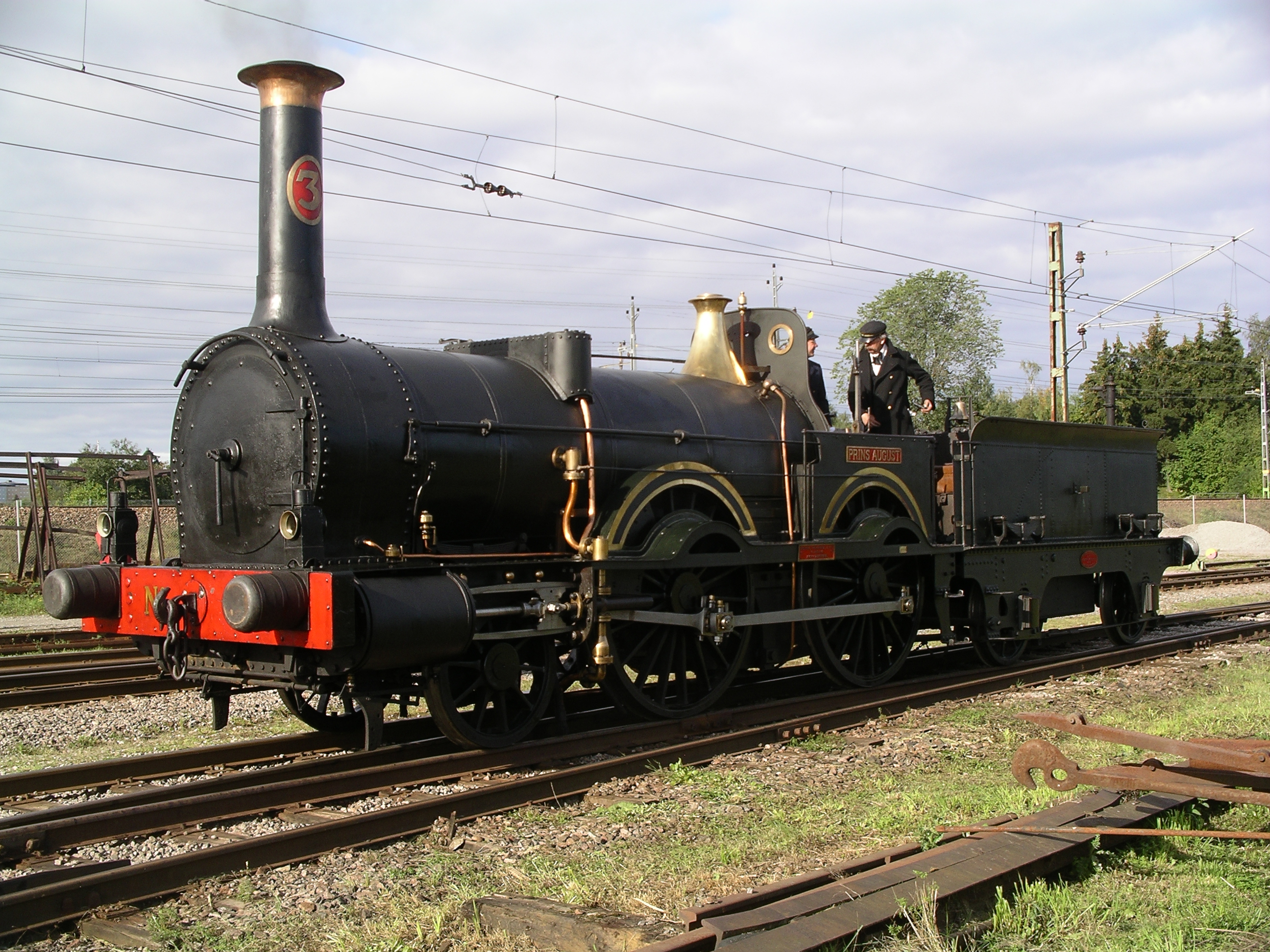
Ångloket Prins August vid Sveriges Järnvägsmuseum
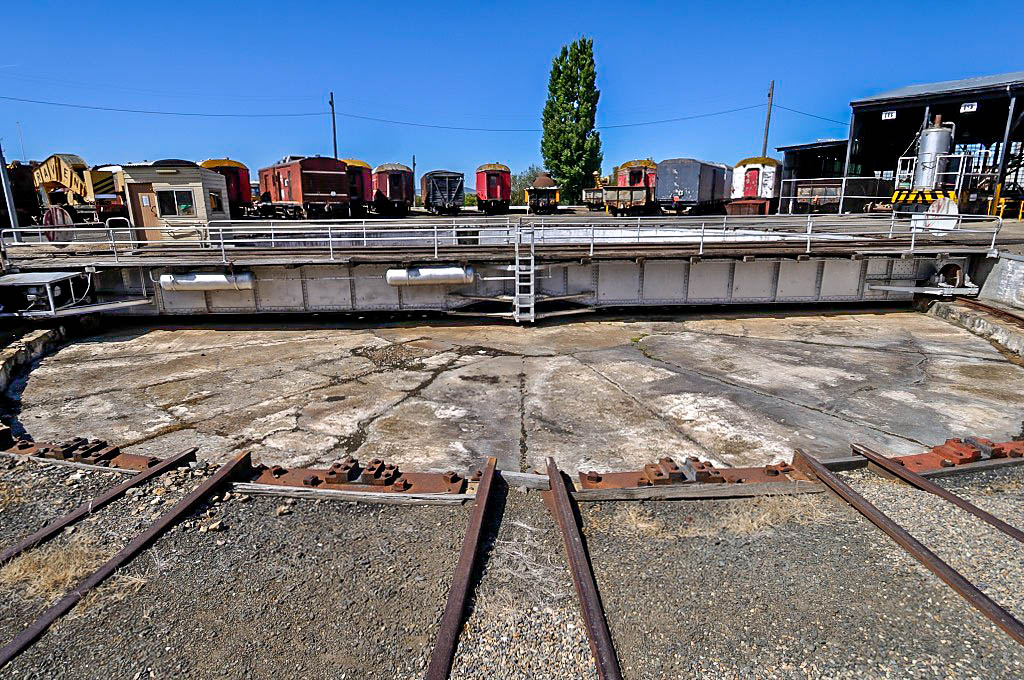
Goulburn Roundhouse i Goulburn, Australien.